# Стандартная винтовка
Стандартная винтовка — термин в стрелковом спорте, обозначающий обычные заводские винтовки, используемые в тренировочных целях и в соревнованиях по пулевой стрельбе с условием соблюдения ряда довольно жестких ограничений (на общую массу, некоторые габариты, конструкционные особенности, установку дополнительного оснащения и т.п.). Абсолютное большинство оружия в этом классе является однозарядным. Как правило, для оружия подобного типа запрещено наличие ортопедических рукоятей, крюков на затыльнике приклада, подставок-«шампиньонов» и шнеллеров.

## Распространенные модели
- АВЛ
- Рекорд-CISM
- ТОЗ-12
- СМ-2
- Урал-6-2